# 橡树之心体育俱乐部
其他意义参见橡树之心
阿克拉橡树之心体育俱乐部（Accra Hearts of Oak Sporting Club），通常简称橡树之心或直接叫心队，是一家位于加纳阿克拉的职业足球俱乐部。
橡树之心体育俱乐部是自加纳国内联赛1956年创建以来最成功的足球俱乐部之一，曾经 18 次夺得国内联赛冠军头衔。球队的最大竞争对手为库马西地区 20 次夺得联赛冠军的阿善提科圖科體育會。

## 早年
俱乐部组建于1910年，是继Invincibles队之后阿克拉的第二支球队。球队目前是加纳现存历史最悠久的足球队，橡树之心的首场比赛时在1911年11月11日对垒同城球队Invincibles。
橡树之心的首个重要比赛胜利是在192年，当黄金海岸总督戈登·古吉斯堡(Gordon Guggisberg)爵士创办了阿克拉足球联赛后，橡树之心取得了这个联赛12次冠军头衔中的一半。1956年加纳全国足球联赛成立后，橡树之心进入了球队的繁荣发展阶段。

## 惨案
橡树之心俱乐部在2001年5月9日发生过一次大型的阿克拉运动体育场惨案，当时有126位球迷在观看橡树之心和阿散蒂科托科的比赛中死于这场非洲足球史上最糟糕的足球灾难。灾难的导火线是在足球流氓事件中阿散蒂科托科的支持者拔下球场座位以示抗议球队1-2落后橡树之心。在骚动中警察使用了催泪瓦斯投向群众中从而引起了过度反应，而体育场的大门依然紧锁导致迅速逃离现场球迷的互相拥挤践踏，最终形成了100位球迷死亡的惨剧。

## 球队荣誉 (1956-至今)
- 非洲足协联合会杯: 1次

2005
- 非洲冠军联赛: 1次

2000
- 加纳足球甲级联赛: 19次

1956, 1958, 1961/62, 1971, 1973, 1976, 1978, 1979, 1984, 1985, 1989/90, 1996/97, 1997/98, 1998/1998, 1999, 2000, 2001, 2002, 2004/05
- 加纳足协杯: 9次

1973, 1974, 1979, 1981, 1989, 1993/94, 1995/96, 1999, 2000
- 加纳SWAG杯: 7次

1973, 1974, 1977, 1978, 1979, 1984, 1985
- 加纳Telecom赛事: 4次

1974, 1976, 1986, 1998/99
- 加纳四强杯: 2次

2002, 2006
- PLB特别淘汰赛: 1次

- 加纳共和国日杯: 1次

2002
- 非洲超级杯: 1次

2001

## 球队战歌
Auros, Auros, Auros! Be quiet and don't be silly. We are the famous Hearts of Oak...We Never Say Die!

## 球队格言
Never say die until the bones are rotten.